# Боинг 747
Вижте пояснителната страница за други значения на 747.
„Boeing 747“ е широкофюзелажен, търговски авиолайнер за превоз на пътници и товари, често наричан с прякора си „Джъмбо Джет“ или „Кралица на небесата“. Той е най-разпознаваемият самолет в света и е първият широкофюзелажен самолет, произвеждан някога. Произведен е в завода за цивилни търговски самолети на Boeing в САЩ. Първият „Джъмбо Джет“ е с два и половина пъти по-голям капацитет от „Boeing 707“, който по това време, 60-те години на 20 век, е най-големият търговски самолет. „Boeing 747" държи световния рекорд за най-голям пътнически самолет в продължение на 37 години от момента на първия си полет през 1970 г.
В предната част на фюзелажа четиридвигателният 747 има двупалубна конфигурация, използвана за всички варианти на самолета – пътнически, транспортен и други. От Boeing проектират горната палуба на фюзелажа като гърбица с цел да осигурят допълнителни места, а и да отделят първа класа от пътническия салон. Също така позволява самолетът да бъде конвертиран много лесно в товарен самолет за големи товари, като се добави голяма предна товарна врата. Boeing разчитат много на товарния вариант, тъй като през 60-те години надпреварата за създаването на свръхзвуков пътнически самолет е в разгара си и се е смятало, че създаването им ще измести от пазара дозвуковите пътнически самолети, но няма да окаже влияние на товарните дозвукови самолети. Смятало се е, че пътническият вариант ще бъде остарял, когато бъдат продадени 400 самолета. Надхвърляйки няколкократно очакванията на критиците, до 1993 г. са продадени 1000 самолета, а през септември 2012 г. от завода излиза самолет номер 1448. Също така има 81 потвърдени поръчки за изпълнение за новия вариант 747 – 8 
747 – 400 е най-разпространената пътническа версия на "Джъмбо“ в експлоатация, тя е и сред най-бързите авиолайнери в експлоатация, развивайки висока дозвукова скорост от Мах 0,85 – 0,855 (над 920 km/h). Има междуконтинентален обхват от 13 450 km. Пътническият вариант 747 – 400 може да събере на борда си 416 пътници в нормална трикласова конфигурация, 524 пътници в двукласова и 660 пътници в еднокласова конфигурация с висока плътност. Новият вариант на самолета, 747 – 8, е в производство и получава типов сертификат през 2011 г. Доставките на товарния вариант 747-8F за стартовия клиент Cargolux започват през октомври 2011 г.; доставките на пътническия вариант 747-8I за Lufthansa започват през май 2012.
Общо са произведени 1574 самолета Boeing 747 от различни модификации. Последният самолет от този модел, товарен Boeing 747-8F, поръчан от компанията Atlas Air, е произведен на 6 декември 2022 г.

## Разработка

### История
През 1963 г. военновъздушните сили на САЩ стартират серия от проучвания за създаването на много голям стратегически транспортен самолет. Въпреки че представят C-141 Starlifter, те вярват, че им е необходим много по-голям товарен самолет с много повече възможности, особено възможността да пренася извънгабаритни товари, които не биха се събрали в нито един съществуващ дотогава самолет. По-нататъшните изследвания довеждат до оформянето на изискванията за CX-HLS (Голяма логистична система CX) през март 1964. Въздухоплавателното средство трябва да има капацитет на натоварване от 81 600 kg със скорост Мах 0,75 (805 km/h) и обхват (без презареждане) от 9260 km при полезен товар от 52 200 kg. Трябва да бъде с две товарни врати, отпред и отзад, и да поема товари с размери 5,18 m ширина, 4,11 m височина и 30,5 m дължина. Разполагайки само 4 двигателя, за бъдещия самолет трябва да се разработят нови двигатели с много по-голяма мощност и с по-висока икономичност. На 18 май 1964 г. постъпват предложения за разработване на фюзелажа от Boeing, Douglas, General Electric, Lockheed и Martin Marietta; предложения за разработването на двигатели пристигат от General Electric, Curtiss-Wright и Pratt & Whitney. След направено проучване на Boeing, Douglas и Lockheed е даден предварителен договор за разработка на фюзелажа, а на General Electric и Pratt & Whitney е даден предварителен договор за разработването на двигателя. И трите предложения споделят редица функции. Тъй като в изискванията към CX-HLS е отбелязано, че трябва да може да се товари отпред, всички са вмъкнали предната врата на мястото, където обичайно е разположен кокпитът. И трите фирми решават този проблем, като преместват кокпита над товарната зона; от Douglas предлагат малка „шушулка“ точно над вратата и пред крилото; Lockheed използват дълъг „гръбнак“ над и по протежение на фюзелажа на самолета, като центропланът е разположен в „гръбнака“; Boeing комбинират и двете предходни предложения, като предлагат по-голяма „шушулка“ разположена от носа до задната част на крилото. През 1965 г. конструкцията на Lockheed и двигателят на General Electric са избрани за новия транспортен самолет C-5 Galaxy, което за времето си е най-големият военен самолет. Носовата врата и вдигащият се кокпит ще бъдат използвани в дизайна на 747.

#### Предложението за авиолайнера
„Boeing 747" е замислен, когато пътуването със самолет се увеличава през 60-те години. Огромната популярност на „Boeing 707" и на Douglas DC-8 играе водеща роля в зората на ерата на търговските самолети, която е революция в пътуването на далечни разстояния. Дори преди да изгубят договора за CX-HLS, Boeing са притиснати от Juan Trippe, (президент на Pan American World Airways (Pan Am), един от най-важните клиенти на Boeing, да създадат пътнически самолет, два пъти по-голям от 707. По това време летищата започват да се претоварват от постоянно увеличаващия се брой на пътници, превозвани от сравнително малко самолети. Това се превръща в сериозен проблем и Juan Trippe смята, че проблемът може да се превъзмогне с направата на нов голям самолет. През 1965 г. Joe Sutter е преместен от отдела за развитие на „Boeing 737", за да поеме управлението на новосформирания екип за създаване на нов голям самолет, вече именуван като 747. Joe Sutter инициира съвместно проектно проучване с Pan Am и с други авиокомпании, за да разбере по-добре техните изисквания. По това време той е бил убеден, че в крайна сметка 747 ще бъде изместен от свръхзвуковия транспорт. Boeing предлагат проектирането на 747 да е такова, че лесно да може да се трансформира в товарен и да се запази производствения процес, дори ако търсенето на пътническия вариант намалее. Товарният вариант трябва да се пригоди към широко навлязлата методика за превоз и доставки на контейнери. Стандартните контейнери са с височина и ширина 2,4 m и дължина 6,1 или 12 m. Това означава, че ако се използва фюзелаж, подобен на този от проекта CX-HLS, ще е възможно събирането на 2 контейнера на ширина, 2 на височина, разположени в 2 или 3 редици на дължина. През април 1966 г. Pan Am поръчва 25 самолета от типа 747 – 100 на стойност 525 млн. долара. По време на тържественото подписването договора за 747 и на празненството по случай 50-ата годишнина на Boeing в Сиатъл, Juan Trippe казва:
| „ | ... 747 ще бъде велико оръжие в борбата за мир на човечеството, конкурирайки се с междуконтиненталните ракети за съдбата на човечеството... | “ |

Като стартов клиент, а и като компания, участвала в ранния етап на проектиране на 747, от Pan Am са можели да повлияят на дизайна и на производството на самолета по такъв начин, по който друга компания не може.

#### Проектиране
В крайна сметка високоплощникът, предложен от Boeing за проекта CX-HLS, не се използва при създаването на новия самолет, но оказва сериозно влияние в по-нататъшното проектиране. Първоначалният дизайн е включвал два етажа по цялата дължина на фюзелажа, с осем седалки на ред, разделени от две пътеки на долната палуба, и седем седалки на ред, разделени с две пътеки на горната палуба. Но загрижеността за евакуационните пътища и намаления обем на товари водят до отхвърлянето му в началото на 1966 г., в полза на по-широкофюзелажен еднопалубен вариант. Впоследствие кокпитът е разположен в скъсена горна палуба. По този начин носът на самолета се превръща в голяма товарна врата при карго версията. От това решение се появява и отличителната „издатина“, с която 747 е известен. В първите модели не е окончателно решено за какво може да служи малкото свободно пространство на горната палуба зад кокпита. В някои модели се използва за луксозна бизнес класа със сепарета.
Една от основните технологии, които са направили възможно създаването на голям самолет като 747, е създаването на турбовентилаторен двигател с висока степен на двуконтурност. За двигателите, създадени чрез тази нова технология, се е смятало, че могат да осигурят два пъти по-голяма мощност от широко използваните по това време турбореактивни двигатели, като същевременно използват и 30% по-малко гориво. General Electric са пионери в създаването на тази технология, но се концентрират в създаването на двигател за военния C-5 Galaxy и не развиват технологията за комерсиалния пазар. Pratt & Whitney също правят разработки за двигател, работещ на същия принцип, и в края на 1966, заедно с Boeing и Pan Am, сключват договор за производството на двигател за новия 747, двигател модел JT9D.
Проектът 747 е създаден по нова методология, наречена „анализ на дървото от грешки“. Този нов метод позволява на инженерите да проследят как повредата на един елемент от системата влияе върху работата на останалата част; подобрявайки поотделно всяка една част, намаляват вероятността от грешки на цялата система. За да отвърнат на притесненията относно безопасността и летателната годност на 747, производителите въвеждат редица дублиращи елементи в конструкцията – дублираща хидравлична система, четворен основен колесник и двойни управляващи повърхности. Освен това са използвани най-новите и мощни хидравлични крикове, използвани в индустрията по онова време, за да позволят новият самолет да се използва успешно на всички летища. Това включва разполагането на предкрилки по дължината на почти целия атакуващ ръб на крилото и разполагането на големи тричастни задкрилки по дължината на изходящия ръб на крилото. Спуснатите задкрилки увеличават площта на крилото с 21% и осигуряват до 90% по-голяма подемна сила от крило, на което няма задействана механизация.
Boeing се споразумяват с Pan Am за доставката на първия 747 до края на 1969 г. Определената дата за доставка им оставя само 28 месеца, за да проектират и произведат самолета, което от своя страна е две трети от нормалното време за това начинание. Графикът за изпълнение е толкова бърз, че хората, работещи по проекта, са наричани „феноменалните“. Създаването на самолета е било такова финансово и техническо предизвикателство, че управлението на фирмата е било „заложило“ бъдещето на фирмата в името на успеха.

#### Завод
Тъй като Boeing са нямали създаден толкова голям завод за производството на 747, те решават да създадат нов завод, отговарящ на размерите на огромния самолет. От компанията обмислят къде да разположат новия завод, като разполагат с около 50 варианта в 50 различни града. Накрая е взето решение заводът да се намира на 50 km северно от Сиатъл, на терен, принадлежащ на военната база Paine Field близо до градчето Евърет, щата Вашингтон. Boeing купуват парцел с площ от 3,2 km² през юни 1966 г.
Създаването на 747 е голямо предизвикателство, но от своя страна и създаването на огромния завод е не по-малко предизвикателство. Президентът на Boeing William M. Allen назначава Malcolm T. Stamper (който по това време отговаря за отдела за турбини) да наблюдава строежа на завода и след това да поеме производството на самолета. За да се подравни теренът, е било необходимо да се преместят над 3,1 милиона m³ почва. Срокът е бил толкова кратък, че създаването на първия макет в пълен мащаб е започнало преди монтирането на покрива на завода. Заводът е най-голямата по обем сграда строена някога и няколко пъти е била допълнително разширявана, за да поеме производството и на последвалите широкофюзелажни самолети на Boeing.

#### Производство и тестове
Още преди първият 747 да бъде напълно сглобен, започват тестовете и проверките на много компоненти и системи. Един важен тест включва 560 доброволци, участващи в симулация на евакуация от самолета посредством евакуационните пързалки. Евакуацията се извършва за две минути и половина, което е в разрез с изискваните максимум 90 секунди от Федералната авиационна агенция (FAA). В допълнение на забавянето няколко от доброволците са пострадали по време на евакуацията. Следващите евакуационни тестове влизат в рамките на 90-те секунди, но с цената на много повече наранявания. Най-проблемна част от тестовете е евакуацията на пътниците от горната палуба, като те се измъкват като биват вързани с колан и спускани с макара. Тестовете включват и рулиране по пистата. Тъй като прототипът на 747 все още не е готов, за да бъдат възможни тренировките за рулиране на толкова голям самолет, Boeing създават „Камиона на Waddell“. Това представлява голям камион, на чийто покрив е монтиран макет на кокпита на 747 и е кръстен на тест пилота на 747, Jack Waddell.
На 30 септември 1968 г. първият 747 излиза от завода в Евърет пред погледите на световната преса и представителите на 26-те компании, направили предварителни поръчки за бъдещия самолет. През следващите месеци се прави подготовка за първия полет, който се осъществява на 9 февруари 1969 г. от тест пилотите Jack Waddell и Brien Wygle и бордния инженер Jess Wallick. Въпреки малките проблеми със задкрилките, полетът потвърждава, че 747 се държи много добре в полет. Освен това се смята, че 747 е като имунизиран за феномена „Dutch roll“, който по онова време се е считал за много опасен.
В по-нататъшните етапи на програма на полетни тестове е открита появата на „флатер“, високочестотни трептения на крилото при определени условия. Този проблем е частично решен, като се намалява твърдината на някои компоненти от крилото. Въпреки това, в някои условия се появява особено силен „флатер“ и е решено, с цел предотвратяването му, на първите модели да се поставя противотежест от обеднен уран на гондолите на външните двигатели. Това решение обаче носи безпокойство, в случай че някой от тези самолети катастрофира. Обедненият уран е премахнат от 747 след намирането на 282 kg уран от две катастрофи на 747 – полет 368 на China Airlines, разбил се в Wanli през 1991 г., и полета на El Al, разбил се в Амстердам през 1992 г.
Програмата за полетни тестове е възпрепятствана от проблеми с двигателят JT9D. Проблемите включват спирания на двигателите, причинени от бързото движение на дроселите, и разрушаване на обшивката на турбината след кратък период на употреба. Поради тези проблеми доставките се забавят за няколко месеца и оставят на земя 20 самолета, чакащи монтаж на двигатели в завода в Евърет. Програмата се забавя още повече, когато един от петте тестови самолета претърпява сериозни повреди по време на опит за кацане на летището в Рентън, където е разположен друг завод на Boeing.
Въпреки всички трудности, Boeing успяват да представят един от тестовите си самолети пред широката публика по време на 28-ото авиошоу в Париж в средата на 1969 г. 747 получават от FAA сертификат за летателна годност през декември 1969 г. и оттогава Boeing могат да го въведат в употреба.
Огромните разходи за разработването и създаването на 747, изграждането на напълно нов огромен завод в Евърет, е струвало много пари на Boeing и се е наложило теглене на много големи заеми от банковите синдикати.
През последните месеци преди доставката на първия самолет Boeing са искали многократно отпускане на заеми за довършване на проекта. Ако по онова време банките бяха отказали допълнителен заем, това щеше да е краят за Boeing. Дългът на компанията е надхвърлял $2 млрд., от които $1,2 млрд. са били към банките, което е рекорден дълг сред компаниите. По-късно Allen казва: „Това бе прекалено голям проект за нас“ В крайна сметка хазартната игра на Boeing ги води до успех, като те се превръщат в монополисти на пазара на много големи пътнически самолети в продължение на много години напред.

#### Въвеждане в експлоатация
На 15 януари 1970 г. първата дама на САЩ – Пат Никсън, кръщава първия 747 на Pan Am, „Clipper Victor“, на международното летище във Вашингтон в присъствието на председателя на Pan Am – Najeeb Halaby. Вместо шампанско, самолетът се полива с червена, бяла и синя вода. Въвеждането в експлоатация на 747 се случва на 22 януари 1970 г., обслужвайки курса на Pan Am Ню Йорк – Лондон; реално първият полет е бил плануван за вечерта на 21-ви, но прегряването на един от двигателите на оригиналния самолет забавя полета. Полетът се забавя с около 6 часа до ранните часове на другия ден, докато се намери заместител.
747 се радва на сравнително гладко въвеждане в експлоатация. С лекота преодолява притесненията, че повечето от летищата не са способни да поемат големите му размери. Въпреки появата на технически проблеми, в повечето случаи, те са малки и бързо биват поправени. След въвеждането в употреба с Pan Am, няколко компании, поръчали от първите 747, с цел да останат конкурентни на променящия се пазар, получават и въвеждат в експлоатация своите първи самолети. От Boeing отбелязват, че за половината от ранно поръчани самолети авиокомпаниите предпочитат възможността от далечен обхват пред това да се възползват от повече полезен товар. Въпреки това 747 има слаб потенциал за намаление на оперативните разходи на пътник. Той би имал най-ниските цени на пазара, единствено ако самолетът е напълно натоварен, а цената за пътник рязко се увеличава при намаляване на заетостта. Стойността на горивото, нужно за умерено натоварен полет, полет с около 70% заетост на местата, се равнява на около 95% процента от горивото, нужно за напълно натоварен самолет.
Рецесията от 1969 до 1970 г. силно засяга Boeing. За година и половина след септември 1970 г. Boeing успяват да продадат само 2 самолета в цял свят и не успяват да продадат нито един, на който и да е американски оператор за повече от три години. Икономическите проблеми в САЩ и в някои други държави, причинени от нефтената криза през 1973 г., водят до рязкото намаляване на пътникопотока. Някои авиокомпании разбират, че нямат достатъчно пътници, за да напълнят своите 747 и да летят изгодно. Те решават да се насочат към употребата на по-малките и представени широкофюзелажни – McDonnell Douglas DC-10 и Lockheed L-1011 TriStar trijet  (а впоследствие и „Boeing 767" и „Airbus А300" twinjets). Първоначално, опитвайки се да привлекат повече клиенти, оборудват своите 747 с пиано барове на втората палуба. От American Airlines впоследствие решават да ги преоборудват в карго версии, но през 1983 г. решават да заменят своите 747 за по-малки самолети от флота на Pan Am. Delta Air Lines също се отказват от своите 747 след няколко години; по-късно Delta се сливат с Northwest Airlines, които оперират със 747.
Международните полети, които подминават летища в големите градове и кацат на летища в по-малки, стават много популярни през 80-те и това значително отнема от основния пазар на 747. Въпреки това международните превозвачи през Тихия океан продължават основно да разчитат на 747. Значителна част от вътрешните линии в Япония се обслужват от 747 и голяма част от полетите са натоварени до максималното допустимо ниво за самолета.

#### Подобрени версии на 747
След първоначалния модел „747 – 100“, Boeing произвеждат модела „-100B“, модел с по-високо излетно тегло (MTOW), и модел за по-късия разстояния „– 100SR“ (Short Range) с по-голям брой пътници. Увеличаването на MTOW позволява на самолета да носи повече гориво и да лети на по-далечни разстояния. Моделът „– 200“ от 1971 г. е оборудван с по-мощни двигатели и има по-високо MTOW. Впоследствие, на базата на модел „-200“, са създадени и варианти само за пътници, само за карго и комбинация между двете. През 1976 г. е създаден скъсен модел за по-дълги разстояния – „747SP“ (special performance). 
През 1980 г. производствената линия на „747“ е допълнена от модела „747 – 300“. Моделът „-300“ е резултат от проучванията на Boeing с цел увеличаване на капацитета от пътници на борда на 747. По време на проучванията са отхвърлени варианти, включващи допълнения към фюзелажа и удължаване на горната палуба по дължината на целия фюзелаж. Първият, изцяло завършен през 1983 г. „747 – 300“ е с удължена горна палуба, увеличена крайцерска скорост и увеличен брой на пътниците. Едни от първите обозначения за модела „-300“ са били: „747SUD“ – идващо от удължена горна палуба (Stretched upper deck); „747 – 200 SUD“ и „747EUD“. В крайна сметка, моделът е с обозначение „747 – 300“ и на неговата база са създадени варианти само за пътници, само за карго и комбинация от двете.
През 1985 г. започва разработването на „747 – 400“ – нов модел с по-голям обхват. Преоборудваният с нови монитори кокпит позволява новият модел да се управлява от само двама пилоти вместо досегашните трима, необходими за предишните модели. Моделът има нови двигатели, в конструкцията му са вложени по-леки материали и е с изцяло променен пътнически салон. Производствените разходи рязко скачат и се появяват забавяния в производството, в резултат на изискванията от клиентите за внедряване на редица нови технологии. Недостатъчно добре квалифицираната работна ръка и кратките срокове за изпълнение водят до първите производствени проблеми. Моделът „-400“ е въведен в експлоатация през 1989 г.
През 1991 г. рекордните 1087 души се качват на борда на „747“ и излитат от Израел, като част от операция „Соломон“. „747“ остава най-тежкият търговски самолет в експлоатация до появата на Антонов Ан-123 „Руслан“ през 1982 г.; по-късни карго варианти на „747 – 400“ ще задминат по тегло Ан-124 през 2000 г. Товарният Антонов-225 „Мрия“, които прави първия си полет през 1988 г., по редица показатели остава най-големият самолет в света (включително и за максимално излетно тегло и за дължина на самолета); създаден е един-единствен Ан-225 „Мрия“ и той все още е в употреба. Hughes H-4 „Hercules“ е най-големият по размах на крилете самолет в света, но той е осъществил един-единствен полет.

### Дизайн
„Boeing 747" е голям, широкофюзелажен авиолайнер с четири двигателя, монтирани на крилото. Крилото има положителен ъгъл на стреловидност от 37,5°, чрез което се постига висока и ефективна крайцерска скорост от Мах 0,84 до 0,88, в зависимост от варианта. Броят на седалки на борда на 747 е повече от 366 при разположение на салона 3-4-3 (секция от 3 седалки, пътека, секция от 4 седалки, пътека и отново секция от 3 седалки) в икономична класа и разположение 2-3-2 при първа класа на главната палуба. Горната палуба има разположение 3 – 3 при икономична класа и 2 – 2 при първа класа. Издатината над основната палуба, където е и кокпитът, наподобява „гърбица“.
Издигнатият кокпит позволява при карго варианта товарите да се вкарват през голямата носова врата. Горната палуба зад кокпита осигурява допълнително място за седалки или за бизнес класа. Удължената горна палуба се появява за пръв път на модела 747-100B, но при варианта 747 – 300 тя е стандартна за модела. При модела 747 – 400 таванът на кокпита има авариен люк, от който екипажът може да се евакуира в случай на авария и в случай, че не може да се измъкне през кабината.
Максималното излетно тегло на 747 започва от 333 400 kg за модел „– 100“ и стига до 439 985 kg при най-новия модел „– 8“. Обхватът е увеличен от 9800 km за модел „– 100“ на 14 815 km за модел „– 8“ 
Множеството структурни системи за безопасност на 747 включват 4 допълнителни хидравлични системи и 4 основни колесника с по 4 колела всеки, които осигуряват добро сцепление със земята и безопасност в случай на гръмнала гума. Като допълнение 747 разполага с независими плоскости за управление и е проектиран с трисекционни задкрилки, чрез които скоростта на кацане се намалява до ниво, позволяващо на 747 да кацне на всички стандартни писти. За транспортиране на резервен двигател, на крилото (между единия от вътрешните двигатели и фюзелажа) на 747 има монтирана допълнителна гондола, на която се монтира резервният двигател.

### Варианти
Моделът 747 – 100 е първият модел на самолета и е пуснат в експлоатация през 1966 г. Следващият модел е 747 – 200 от 1968 г. 747 – 300 е пуснат в експлоатация през 1980 г. и е последван от модела 747 – 400 през 1985 г. Последният модел за сега е 747 – 8, пуснат в експлоатация през 2005 г. За всеки модел през годините са създавани различни варианти, а също така много от старите модели са произвеждани едновременно и с новите. Международната организация за гражданска авиация (ICAO) класифицира различните модели на самолета чрез използването на кратък код, съставен от комбинация на номера на модела и обозначението на варианта (например B741 за всички варианти от модел 747 – 100). 

#### 747 – 100
Първият 747 – 100 е произведен с шест прозореца на горната палуба (по три от всяка страна), в която са разположени сепаретата на бизнес класата. По-късно авиокомпаниите решили да използват горната палуба за допълнителни пътници, Boeing предлагат като опция вариант с десет прозореца на горната палуба (удължена горна палуба). Някои от ранните самолети от модела биват обновени с новата конфигурация. Модел – 100 е задвижвам от четири двигателя – Pratt & Whitney JT9D-3A. От този модел няма товарна версия, която да е директно произведена от Boeing, въпреки че няколко самолета от модела биват преобразувани в товарни. От модел 747 – 100 Boeing произвеждат 167 бройки.

#### 747SR
Японските авиолинии настояват за модел с по-голям полезен товар за обслужване на вътрешните им линии между големите градове в Япония. Boeing създават 747SR (модел за по-къси разстояния), като намаляват обема на резервоарите за гориво и повишават обема на полезен товар. Новият модел разполага с места за 498 пътници в по-ранните варианти и повече от 550 места в следващите варианти. При създаването си 747SR има въведени редица подобрения поради очакването за 20 години на експлоатация от Японските авиокомпании да се извършат 52 000 полета (за сравнение стандартният вариант за модела 747 – 100 е изчислен за 24 600 полета за същия период от време). Първоначалният вариант на 747SR (100SR) има подсилени центроплан, структура на фюзелажа и колесници, за да поемат допълнителното натоварване на увеличения брой излитания и кацания. Допълнителни структурни елементи биват добавени в крилото, фюзелажа и колесника и намаляват обема на горивните резервоари с около 20%. 

На 30 октомври 1972 г. е обявена първата поръчка за четири самолета – 100SR, от Japan Air Lines (JAL, по-късно преименувана на Japan Airlines). На 30 август 1973 г. е произведен първият самолет, а първият полет е на 31 август 1973. 
Самолетът получава своя типов сертификат от FAA на 26 септември 1973 г. заедно с първата доставка към авиокомпанията. 747 – 100SR е въведен в експлоатация от JAL на 7 октомври 1973 г. и авиокомпанията е основният оператор на този модел. Използван е основно за вътрешни полети в Япония. Седем самолета от модела са произведени от 1973 до 1975, всеки от които има MTOW 240 000 kg и е оборудван с двигатели Pratt & Whitney JT9D-7A, осигуряващи 190 000 N тяговъоръженост.
Последовател на модела – 100 SR е – 100BSR. Вариантът е представен за пръв път през 1978 г. В неговата конструкция също има внесени подобрения поради предвидените голям брой цикли. Първият полет на – 100BSR е на 3 ноември 1978 г., а първата доставка е за All Nippon Airways (ANA) на 20 декември 1978 г. Общо 20 самолета са произведени за ANA и JAL. 747 – 100BSR има максимално излетно тегло 272 100 kg и е задвижван от същите двигатели като на 747 – 100SR. ANA оперира с модела, във вътрешните линии на Япония, във варианти за 455 и 456 пътници, докато не ги пенсионира на 10 март 2006 г.
През 1986 г. са създадени два самолета – 100BSR SUD (с удължена горна палуба) по поръчка на JAL. Първият полет на модела е на 26 февруари, типовият сертификат и първата доставка са на 24 март 1986 г. JAL оперират с двата – 100BSR SUD, разполагащи с по 563 места, до пенсионирането им в края на 2006 г. Само два самолета са произведени от този вариант, но на теория всеки самолет от модел – 100B може да се преобразува на -100BSR SUD.
От модела 747SR са произведени общо 29 самолета: 7 във вариант – 100SR, 20 във вариант – 100BSR и 2 във вариант – 100BSR SUD.

#### 747 – 100B
Моделът 747-100B е създаден на базата на модел -100SR, като използва подсилената му структура и колесник. Моделът има увеличени горивни резервоари – 182 000 L, позволяващи достигане на обхват от 9300 km със стандартна конфигурация от 452 пътници, като максималното излетно тегло е 340 000 kg. Първият самолет от типа е поръчан от Iran Air на 1 юни 1978 г. Първият полет на самолета е на 20 юни 1979 г., получава сертификат от FAA на 1 август 1979 г. и на следващия ден е доставен на Iran Air. Общо 9 самолета са произведени; един за Iran Air и осем за Saudi Arabian Airlines. Подобно на оригинала – 100, моделът – 100B също е предлаган с двигатели Pratt & Whitney JT9D-7A, General Electric CF6-50 и Rolls-Royce RB211-524. За своя самолет Iran Air се спират на двигател Pratt & Whitney JT9D-7A, а за своите самолети Saudi Arabian Airlines избират Rolls-Royce RB211-524.

#### 747 – 200
За вътрешните авиооператори в САЩ, тяговъоръжеността на двигателите Pratt & Whitney JT9D-3A е способна да осигури преноса на достатъчно количество полезен товар на борда на 747 – 100, но тя не е достатъчна за полети извън пределите на САЩ.
Необходимостта от самолет със способност да пренася по-големи количества полезен товар на по-големи разстояния води до появата на 747 – 200. Той е задвижван от по-мощни двигатели, има по-голямо максимално излетно тегло и по-голям обхват от 747 – 100. Първите няколко самолета от модела 747 – 200 имат горна палуба с 3 прозореца (както предходният модел 747 – 100), но повечето самолети от модела имат по 10 прозореца от всяка страна на горната палуба. Модела 747 – 200 е произвеждан в 4 варианта: пътнически 747 – 200B; товарен 747 – 200F; конвертируем 747 – 200C и комбиниран 747 – 200M.
747 – 200B е стандартният вариант за модела с повишен обем на резервоарите и по-мощни двигатели; въведен в експлоатация през февруари 1971. През първите три години на производство, моделът е предлаган единствено с двигатели Pratt & Whitney JT9D-7. С този модел двигатели обхватът му е бил 9300 km, по-късно са въведени по-мощни двигатели и обхватът му достига 11 000 km. В повечето 747-200B удължената горна палуба разполага с места за допълнителни 16 пътника.
Карго вариантът 747-200F може да бъде с или без монтирана странична товарна врата, като капацитетът му за товари е 105 тона при максимално излетно тегло от 378 тона. Въведен е в експлоатация от Lufthansa през 1972.
Конвертируемият вариант 747-200C разполага с лесно премахващи се седалки и товарна носова врата  и може да бъде лесно конвертиран в пътническа, товарна или комбинирана конфигурация. Като опция, на главната палуба на варианта може да бъде монтирана странична товарна врата.
Комбинираният вариант 747-200M може да носи товари в задната част на главната палуба чрез монтираната странична товарна врата. Подвижна преграда разделя предната (пътническа) от задната (товарна) част. 747-200M може да превозва товари в задната част на главната палуба и до 238 пътника при трикласова конфигурация на салона. Моделът е известен и като 747 – 200 „Комби“. Както при предшественика си, за модела 747 – 200 също е предлагана SUD модификация (с удължена горна палуба). KLM  използват 10, а Union des Transports Aériens (UTA) използват 2 самолета от модификацията 747 – 200SUB.
След като първоначално пускат на пазара варианта 747 – 200 с двигатели Pratt & Whitney JT9D-7, на 1 август 1972 Boeing съобщават, че са сключили споразумение с General Electric за употреба на двигатели от серията CF6-50, с цел да увеличат търговският потенциал на 747 – 200. Rolls-Royce също предлагат свои двигател за 747 – 200 и постигат сделка за 4 самолета на British Airways. На 17 юни 1975 г. Boeing официално обявяват като опция за 747 – 200 двигателя на Rolls-Royce – RB211-524B. Моделът 747 – 200 е първият модел на 747, които е предлаган с двигатели от трите големи производители на двигатели.
Производството на 747 – 200 е прекратено през 1991, като дотогава от завода са излезли 393 самолета от този модел. От тях 225 броя са 747-200B; 73 са 747-200F; 13 са 747-200C; 78 са 747-200M и 4 самолета са военни. Много от самолетите модел 747 – 200 все още летят, въпреки че повечето от големите авиопревозвачи са пенсионирали модела от своите флотилии, но са ги продали на по-малки оператори. След атентатите на 11 септември и последвалия спад в търсенето на въздушен транспорт, големите авиопревозвачи ускоряват пенсионирането на 747 – 200 като ги преобразуват на товарни самолети, продават ги на по-малки оператори или ги бракуват.

## Галерия
- Двигател Rolls-Royce RB.211, използван в В.747 – 230 и DC 10